# Laskowka
Laskowka (ros. Лясковка) – wieś (ros. деревня, trb. dieriewnia) w zachodniej Rosji, w osiedlu wiejskim Smietaninskoje rejonu smoleńskiego w obwodzie smoleńskim.

## Geografia
Miejscowość położona jest nad rzeką Krapiwnia, 2 km od przystanku kolejowego Lelekwinskaja, 2,5 km od drogi federalnej R120 (Orzeł – Briańsk – Smoleńsk – Witebsk), 4,5 km od drogi magistralnej M1 «Białoruś», 7,5 km od centrum administracyjnego osiedla wiejskiego (Smietanino), 32,5 km od centrum Smoleńska.

## Demografia
W 2010 r. miejscowość zamieszkiwała 1 osoba.